# Média na Slovensku
Média na Slovensku tvoří hromadné sdělovací prostředky na území státu (masmédia) a zahrnují denní tisk, časopisy, televizi, rozhlas a internetové portály. Mezi největší mediální skupiny patří Markíza (televizní skupina Markíza, portály např. TVnoviny.sk), JOJ (televizní skupina JOJ, internetové portály), Petit Press (SME), MAFRA Slovakia (Hospodárske noviny), P E R E X, a. s. (Pravda) a další.
Funkci veřejnoprávních médií plní Rozhlas a televízia Slovenska (RTVS).

## Média[1]

### Tiskové agentury
- TASR – Tlačová agentúra Slovenskej republiky, provozuje internetový portál Teraz.sk
- SITA – Slovenská informačná a tlačová agentúra

### Denní tisk a časopisy

#### Deníky
seriózní
- SME – nejčtenější slovenský seriózní deník. Vychází šestkrát týdně s pravidelnými i nepravidelnými přílohami. Je vydáván Petit Press.
- Pravda – bývalý komunistický deník na Slovensku, dnes liberálně-levicový deník zaměřující se na aktuální dění a politiku. Vychází k němu pravidelné přílohy. Je vydáván PEREX českého podnikatele Iva Valenty.
- Hospodárske noviny – slovenská verze ekonomického deníku Hospodářské noviny, který vychází i v Česku. Vychází s pravidelnými přílohami a je vydáván MAFRA Slovakia ze svěřeneckých fondů českého premiéra Andreje Babiše
- Denník N – nezávislý deník, založený v roce 2014 novináři, kteří opustili deník SME z důvodu možného prodeje deníku finanční skupině Penta.

bulvární
- Nový Čas – dlouhodobě nejprodávanější deník na Slovensku. Jedná se o bulvární plátek zaměřující se na aktuální dění. Vydává také různé přidružené tiskoviny (např. Nový Čas pre ženy) Je vydáván Ringer Axel Springer.
- Plus jeden deň – bulvární deník, je vydáván News and Media Holding finanční skupiny Penta.

| Pořadí | deník              | čtenost (v 1000), 2018 | Změna (%), 2017 |
| ------ | ------------------ | ---------------------- | --------------- |
| 1      | Nový čas           | 79 ▼                   | -4,8            |
| 2      | Plus jeden deň     | 40 ▼                   | -3,5            |
| 3      | Pravda             | 33 ▼                   | -9,2            |
| 4      | SME                | 24 ▼                   | -8,2            |
| 5      | Hospodárske noviny | 10 ▼                   | -4,5            |

#### Týdeníky
- .týždeň – aktuální informace a politická situace na Slovensku i v zahraničí na způsob českých časopisů Respekt, Reflex nebo Faktor S. Jedná se o kritický společenský týdeník, vydáván W PRESS
- Trend – slovenský týdeník o podnikání, ekonomice a businessu, vydávaný News and Media Holding finanční skupiny Penta
- Téma – společenský týdeník, vydávaný Mafra Slovakia ze svěřeneckých fondů českého premiéra Andreje Babiše

| pořadí | týdeník | čtenost (v 1000), 2018 |
| ------ | ------- | ---------------------- |
| 1      | Téma    | 11 ▬                   |
| 2      | Trend   | 11 ▲                   |
| 3      | .týždeň | 9 ▬                    |

### Internetové portály[3]
- Zoznam.sk – internetový vyhledávač, slovenská verze českého Seznam.cz, nabízí také aktuální zpravodajství
- SME.sk – internetová verze deníku SME
- Pravda.sk – internetová verze deníku Pravda
- Aktuality.sk – zpravodajský portál, provozován AZET.sk
- Teraz.sk – zpravodajský portál provozován TASR
- TVnoviny.sk – internetová verze zpravodajského pořadu TN tv Markíza
- Noviny.sk – internetová verze zpravodajského pořadu Noviny TV JOJ
- Čas.sk – internetová verze bulvárního deníku Nový čas
- Pluska.sk – internetová verze bulvární týdeníku Plus 7 dní
- Topky.sk – bulvární zpravodajský server
- WebNoviny.sk – zpravodajský server

| pořadí | web          | Návštěvnost (2017) |
| ------ | ------------ | ------------------ |
| 1      | SME.sk       | 2 241 249          |
| 2      | Aktuality.sk | 2 093 602          |
| 3      | Čas.sk       | 1 738 705          |
| 4      | Pluska.sk    | 1 560 831          |
| 5      | Topky.sk     | 1 540 902          |
| 6      | Pravda.sk    | 1 430 546          |
| 7      | WebNoviny.sk | 1 054 323          |
| 8      | TVNoviny.sk  | 888 411            |

### Televize

#### Rozhlas a televízia Slovenska
Plní funkci veřejnoprávních médií Slovenské republiky. Provozuje televizní a rozhlasové stanice a dává minimální prostor reklamě a komerci.
- Jednotka – především zábavný, rodinný a informační kanál pro celkové publikum
- Dvojka – kanál pro náročnější diváky s dokumenty, sportovními přenosy či programem pro menšiny (Romové, Maďaři, Ukrajinci, Rusíni)
- :Šport – sportovní kanál
- :24 – zpravodajský kanál

#### Markíza Group
Komerční skupina spolupracující s Nova Group, vlajková loď TV Markíza je nejsledovanějším kanálem na Slovensku.
- Markíza – hlavní stanice pro celkové publikum. Je nejsledovanější na Slovensku.
- Doma – kanál pro ženy
- Dajto – kanál pro muže
- Markíza International – kanál pro Česko
- Markíza KRIMI – kanál s kriminálními seriály
- Markíza Klasik – kanál se zlatou tvorbou TV Markíza

#### JOJ Group
Komerční skupina, největším konkurentem je TV Markíza. Vlajková loď TV JOJ je druhým nejsledovanějším kanálem na Slovensku.
- JOJ – hlavní stanice pro celkové a rodinné publikum
- JOJ Plus – kanál orientovaný převážně na muže
- JOJ WAU – kanál s kriminálními filmy a seriály
- JOJKO – dětský kanál
- JOJ Cinema – filmový kanál
- JOJ Family – kanál pro Česko
- JOJ Šport – sportovní kanál
- JOJ 24 – zpravodajský kanál
- JOJ Svet – dokumentární kanál
- JOJ Šport 2 – sportovní kanál

#### Další televize
- TA3 – zpravodajská televize
- TV Lux – křesťanská televize
- TV8 – televize zaměřena na esoteriku
- TV Senzi – hudební televize

| pořadí | televize | sledovanost (%), září 2018 |
| ------ | -------- | -------------------------- |
| 1      | Markíza  | 19,2 ▲                     |
| 2      | TV JOJ   | 13,5 ▼                     |
| 3      | Jednotka | 10,1 ▼                     |
| 4      | Lux      | 4,6 ▲                      |
| 5      | Dvojka   | 3,2 ▲                      |
| 6      | Doma     | 2,9 ▬                      |
| 7      | Pluska   | 2,9 ▲                      |
| 8      | Wau      | 2,5 ▼                      |
| 9      | Life     | 1,8 ▲                      |

### Rozhlas[6]

#### Rozhlas a televízia Slovenska
Plní funkci veřejnoprávních médií Slovenské republiky. Provozuje televizní a rozhlasové stanice a dává minimální prostor reklamě a komerci.

#### celoplošné
- Slovensko – hlavní stanice pro celkové publikum s hudbou
- Devín – umělecko-kulturní rádio
- FM – hudební program s převážně slovenskou hudbou
- Patria – program pro národnostní menšiny. vysílání pro Maďary, Ukrajince, Rusíny, Romy, Čechy, Němce a Poláky.

internetové:
- Pyramída – historický program, vysílá klasickou hudbu, humor, publicistiku, folklór a pop, literaturu a dramata.
- Litera – literární program, vysílá poezii, prózu, drama a publicistiku
- Junior – pro děti
- Slovakia International – vysílání do světa

#### regionální
- Radio Regina Západ – Bratislavský kraj, Trnavský kraj, Trenčínský kraj, Nitranský kraj
- Radio Regina Stred – Žilinský kraj, Banskobystrický kraj
- Radio Regina Východ – Prešovský kraj, Košický kraj

#### Ostatní celoplošné stanice
- Rádio Expres – nejposlouchanější slovenská rozhlasová stanice, zábavný program a aktuální hity
- Fun rádio – zábavný program a aktuální hity
- Europa 2 – slovenská verze podobná české stanici Evropa 2, zábavný program a aktuální hity
- Best FM – hit radio
- Rádio  Rock – rockové radio
- Rádio Melody
- Rádio Lumen
- Rádio Vlna
- Rádio Aktual – rock
- další regionální stanice: Radio Sedm, Beta, Radio Košice

| pořadí | rádio           | denní poslechovost (v 1000), 2017 | změna (%), 2016 |
| ------ | --------------- | --------------------------------- | --------------- |
| 1      | Rádio Expres    | 858 ▼                             | -0,2            |
| 2      | Rádio Slovensko | 763 ▼                             | -0,6            |
| 3      | Fun Rádio       | 493 ▬                             | 0               |
| 4      | Melody          | 325 ▼                             | -0,2            |
| 5      | Europa 2        | 312 ▼                             | -0,2            |
| 6      | Rádio Regina    | 278 ▼                             | -0,3            |
| 7      | Rádio Vlna      | 248 ▲                             | +0,2            |
| 8      | Rádio Rock      | 128 ▲                             | +0,4            |
| 9      | Rádio_FM        | 114 ▼                             | -0,1            |
| 10     | Rádio Lumen     | 113 ▲                             | +0,2            |